# Grands-Jardins de Montbéliard

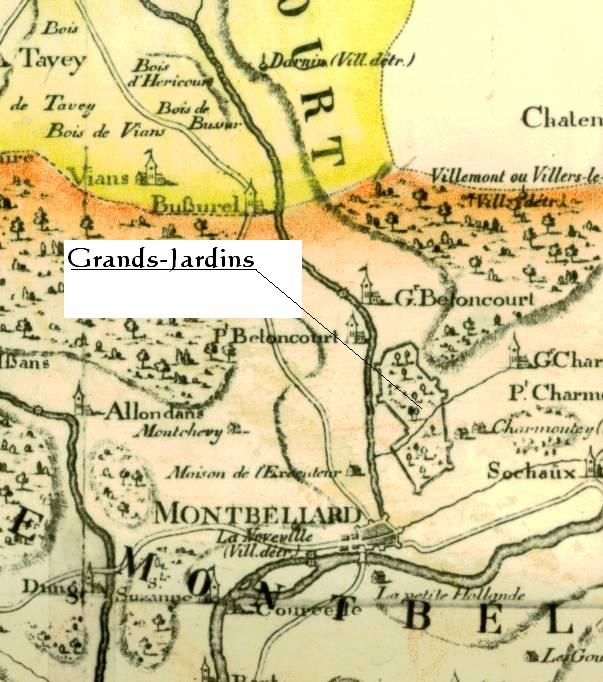
Extrait d'un plan du Comté de Montbéliard d'avant 1789

Les Grands-jardins de Montbéliard étaient à l'origine, sous le comte Frédéric, un vaste jardin botanique qui comprenait une variété impressionnante de plantes exotiques et arbres divers qui en faisait, à cette époque, le troisième d'Europe en rang d'ancienneté. 

## Histoire
Jean Bauhin en eut la charge toute sa vie (il décéda en 1612). Situé sur les hauteurs entre la Lizaine et le Charmontet, il s'étendait jusqu'à Bethoncourt. C'est dans ces jardins que fut cultivé la pomme de terre dès la fin du XVIe siècle. Jusque dans les années 1960, des jardins populaires étaient loués par la ville.
Le Charmontet, domaine acheté en 1587 par le comte Frédéric, qui devint "Granges-Madame", pour en faire cadeau à son épouse. Cette ferme était un grand établissement agricole destiné à l'élevage du bétail. Aujourd'hui il s'appelle "Granges-la-dame".
Le Mont-Christ, situé au-dessus de la voie ferrée et du cimetière, et devenu comme les grands-Jardins et le Charmontet, un des quartiers d'habitations de Montbéliard, où se trouve le Lycée Georges Cuvier (collège et lycée, puis uniquement lycée, qui anciennement se trouvait au centre de Montbéliard, place Velotte, juste derrière la Mairie).
Les Batteries du parc, lieu où étaient installées les batteries d'artillerie prussiennes au cours de la bataille de la Lizaine en Janvier 1871.
Aujourd'hui ces quatre "lieux" font partie du même domaine de construction, où les premières habitations populaires virent le jour vers les années 1950. En 2007 la zone est pratiquement bâtie sur toute sa surface.